# UCI Coupe des Nations Femmes Juniors 2024
Navigation
Édition précédente Édition suivante
L'UCI Coupe des Nations Femmes Juniors 2024 est la 9e édition de l'UCI Coupe des Nations Femmes Juniors. Elle est réservée aux cyclistes de sélections nationales de moins de 19 ans (U19). Elle est organisée par l'Union cycliste internationale. 
Cinq manches sont au programme, auxquelles il faut ajouter les championnats du monde et continentaux juniors,. 

## Résultats

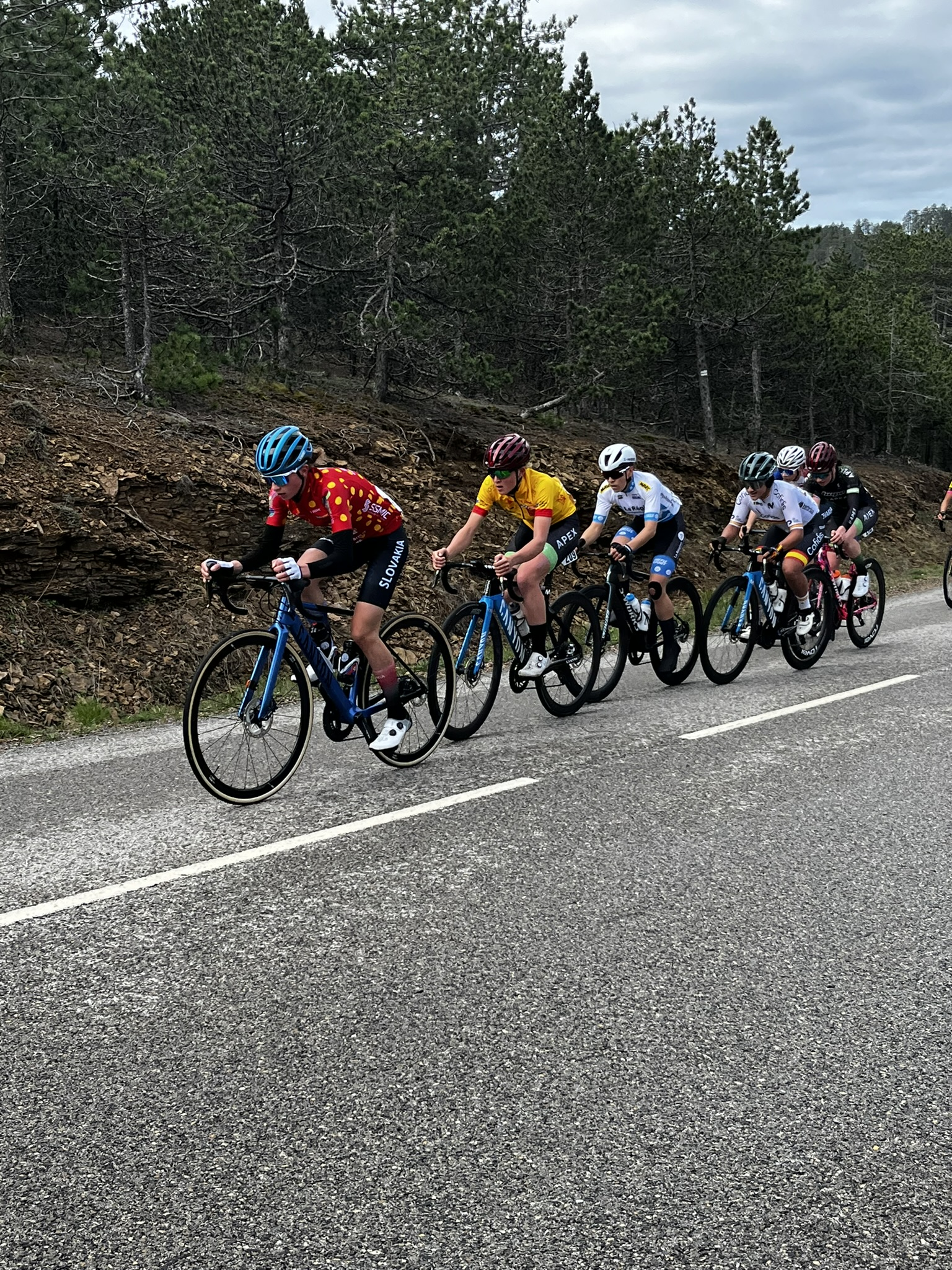
2e étape du Tour du Gévaudan 2024

### Épreuves
| Date                  | Épreuve                                           | Pays       | Vainqueur       | Deuxième            | Troisième           | Leader (nations) |
| --------------------- | ------------------------------------------------- | ---------- | --------------- | ------------------- | ------------------- | ---------------- |
| 17 mars               | Piccolo Trofeo Alfredo Binda                      | Italie     | Imogen Wolff    | Cat Ferguson        | Auke De Buysser     | Grande-Bretagne  |
| 12 avril              | Championnat d'Océanie sur route juniors           | Australie  | Lauren Bates    | Kirsty Watts        | Alex Rawlinson      | Grande-Bretagne  |
| 13 avril              | Championnat d'Océanie du contre-la-montre juniors | Australie  | Lilyth Jones    | Kirsty Watts        | Nicole Duncan       | Grande-Bretagne  |
| 19-21 avril           | Circuit de Borsele juniors                        | Pays-Bas   | Cat Ferguson    | Célia Gery          | Fee Knaven          | Grande-Bretagne  |
| 4-5 mai               | Tour du Gévaudan                                  | France     | Cat Ferguson    | Viktória Chladoňová | Célia Gery          | Grande-Bretagne  |
| 9 juin                | Championnat d'Asie du contre-la-montre juniors    | Kazakhstan | Mariya Yelkina  | Samira Ismailova    | Harshita Jakhar     | Grande-Bretagne  |
| 12 juin               | Championnat d'Asie sur route juniors              | Kazakhstan | Shang Ying Liu  | Angelina Burenkova  | Yevgeniya Zaam      | Grande-Bretagne  |
| 20-21 juillet         | Bizkaikoloreak                                    | Espagne    | Cat Ferguson    | Célia Gery          | Megan Arens         | Grande-Bretagne  |
| 30 août-1er septembre | Watersley Ladies Challenge                        | Pays-Bas   | Paula Ostiz     | Puck Langenbarg     | Esther Wong         | Grande-Bretagne  |
| 11 septembre          | Championnat d'Europe du contre-la-montre juniors  | Belgique   | Paula Ostiz     | Fee Knaven          | Viktória Chladoňová | Grande-Bretagne  |
| 15 septembre          | Championnat d'Europe sur route juniors            | Belgique   | Puck Langenbarg | Messane Bräutigam   | Štěpánka Dubcová    | Grande-Bretagne  |
| 22 septembre          | Championnat du monde sur route juniors            | Suisse     | Cat Ferguson    | Paula Ostiz         | Viktória Chladoňová | Grande-Bretagne  |
| 29 septembre          | Championnat du monde du contre-la-montre juniors  | Suisse     | Cat Ferguson    | Viktória Chladoňová | Imogen Wolff        | Grande-Bretagne  |

### Classement par nations
| #  | Pays            | Pts. |
| -- | --------------- | ---- |
| 1  | Grande-Bretagne | 221  |
| 2  | Pays-Bas        | 146  |
| 3  | France          | 144  |
| 4  | Espagne         | 127  |
| 5  | Slovaquie       | 69   |
| 6  | Norvège         | 63   |
| 7  | Allemagne       | 62   |
| 8  | Tchéquie        | 62   |
| 9  | Belgique        | 49   |
| 10 | Canada          | 46   |